# Saison 2020-2021 du Pau FC
Maillots
Dernière mise à jour : 16 Mai.
Chronologie
Saison précédente Saison suivante
La saison 2020-2021 du Pau FC est la 62e saison de l'histoire du club et la première de l'équipe première en championnat de France de football de Ligue 2 depuis son accession au monde professionnel. Après avoir terminé à la 1re place du National, à la suite de l'interruption de la saison, le club se retrouve donc engagé en Ligue 2 et en Coupe de France. L'équipe est entraînée pour la première année par Didier Tholot.

## Résumé de la saison
Dans l'euphorie de son accession historique au statut professionnel, le Pau FC se fixe comme objectif le maintien en Ligue 2,. Avec un budget de 6,5 millions d'euros, le Pau FC est quasi unanimement décrit comme le Petit-Poucet de la division.

« Ma première réaction est une réaction de bonheur. En fait c'est un rêve qui devient réalité. Cela fait 25 ans que l'on se bat pour obtenir cet échelon du football professionnel. C'était notre souhait. Notre objectif. Certains prennent l'autoroute avec de gros budgets, nous ce n'est pas le cas. Il a fallu prendre des petites routes de campagne pour se donner les moyens d'arriver à cette montée. Ce qui est un peu frustrant c'est de ne pas avoir poursuivi jusqu'au terme de la saison. Nous aurions aimé fêter avec notre public, nos partenaires, nos joueurs, notre staff. Communier avec tout le monde et fêter cela sur le terrain. Donc cette joie est mesurée par rapport à la période que traversons. Je crois qu'il faut rester humble. On aura l'occasion à l'avenir de pouvoir passer un moment tous ensemble. »

— Bernard Laporte-Fray
Les anciens « Maynats » du club, de Robert Péré-Escamp à Edouard Cissé se félicitent de la montée du club. Bruno Irles annonce cependant son départ le 11 mai 2020 au grand désespoir des aficionados du football béarnais, ainsi que celui de Dado Pršo. Dans un communiqué, le Pau FC déclare remercier vivement Bruno Irles et Dado Prso pour l’ensemble du travail réalisé, soulignant « l’implication et le professionnalisme de son entraîneur au cours de son passage au sein du club et lui souhaite une belle réussite pour la poursuite de sa carrière d’entraîneur ». Le chroniqueur Pierre Ménès déclare que cette décision relève de l'incompétence. Le président Laporte-Fray estime que les conditions n'étaient pas réunies pour que Bruno Irles prolonge l'aventure.

« Le binôme Irles / Prso était très intéressant mais il ne pouvait plus fonctionner car Dado souhaitait prendre une année sabbatique. Bruno a apporté sa pierre à l'édifice mais je pense que sans Dado, on n'en serait pas là aujourd'hui. C'était le binôme ou rien. »

— Bernard Laporte-Fray
Didier Tholot rejoint le club avec pour ambition d'obtenir un maintien rapide, et conserve l'adjoint Kamal Tassali, le préparateur physique Pierre Lamugue et l’entraîneur des gardiens Benoît Duval,. Le club déclare souhaiter conserver l'ossature du groupe de joueurs qui obtenu la montée: Antoine Batisse, Moustapha Name, Quentin Daubin, Lamine Gueye, Abdourahmane Ndaye, auxquels il faut ajouter les anciens Louis Bury et Damon Bansais. Le Pau FC perd néanmoins des joueurs clés comme Moustapha Name au Paris FC et Lamine Gueye au FC Metz. Les premières recrues sont Victor Lobry, Alexandre Olliero, Ebenezer Assifuah et Anthony Scaramozzino. Erwin Koffi arrive en provenance de l'Anorthosis Famagouste, club où a longtemps évolué un ancien des équipes jeunes du club, le béarnais Vincent Laban. Par ailleurs, quatre jeunes joueurs sont intégrés au groupe pro: Elydjah Mendy, Corentin Chaminade et Paul Méliande.
Le Nouste Camp n'étant pas aux normes pour accueillir des matches de Ligue 2, le club travaille conjointement avec la ville afin de procéder à une mise à niveau des infrastructures pour un total de 4,5 millions d'euros. Le premier objectif est d'augmenter la capacité d’accueil, de 1 500 à 4 144 places assises. D'autres améliorations au niveau de l'éclairage, de la vidéo-surveillance et de l'accueil des visiteurs s’avèrent nécessaires. À l'occasion du match d'ouverture au Stade du Hainaut, Denis Miramon, ancien joueur du club, parcourt 1 600 km sur un vélo de La Poste pour assister aux débuts en L2 du Pau FC.
Le début de saison est laborieux, l'équipe étant fébrile, comme le traduit le grand nombre de penaltys concédés, et à la peine offensivement. Toutefois, le club officialise le renouvellement du prêt du prometteur ailier sénégalais Cheikh Sabaly pour une saison supplémentaire, et Joël Lopez assure que le mercato du club est désormais bouclé,.
À la trêve de cette saison historique pour le club, l'équipe est relégable, à la suite d'une série de défaites. Le club se sépare de son buteur gambien Yankuba Jarju et de Mamadou Kamissoko qui rejoint le Nea Salamina Famagouste. Le président Laporte-Fray réitère sa confiance en Didier Tholot, et déclare rechercher trois joueurs d'expérience, un attaquant excentré et un buteur, ainsi qu'un milieu relayeur. Mayron George, international costaricien,Souleymane Diarra, international malien, Mahamadou Dembélé, défenseur prometteur international des moins de 20 ans et Cleilton Itaitinga rejoignent les rangs du club pour la deuxième partie de saison, afin d'obtenir le maintien,,. Avant-dernier de la phase aller avec 14 points uniquement au 21 janvier, Didier Tholot maintient le cap, conforté par Lopez et Laporte-Fray. Le Pau FC réalise une seconde partie de saison exceptionnelle, obtenant 30 points pour terminer la saison à une honorable 14e place. Le maintien est obtenu le 12 mai 2021 grâce à un match nul face au Toulouse Football Club, empêchant la montée directe du club occitan en Ligue 1.

## Joueurs et encadrement technique
Le tableau ci-dessous recense l'effectif professionnel actuel du Pau Football Club pour la saison 2020-2021.

## Compétitions

### Classement
| Rang | Équipe          | Pts | J  | G  | N  | P  | Bp | Bc | Diff |
| ---- | --------------- | --- | -- | -- | -- | -- | -- | -- | ---- |
| 12   | Le Havre AC     | 47  | 38 | 11 | 14 | 13 | 38 | 48 | −10  |
| 13   | AC Ajaccio      | 46  | 38 | 11 | 13 | 14 | 34 | 43 | −9   |
| 14   | Pau FC P        | 44  | 38 | 11 | 11 | 16 | 42 | 49 | −7   |
| 15   | Rodez AF        | 43  | 38 | 8  | 19 | 11 | 38 | 44 | −6   |
| 16   | USL Dunkerque P | 41  | 38 | 10 | 11 | 17 | 34 | 47 | −13  |